# Unicode Consortium
Het Unicode Consortium  is een non-profitorganisatie die de ontwikkeling van de Unicodestandaard coördineert. De organisatie werd in 1991 opgericht in Californië. De meeste grote software- en hardwareproducenten die belang hebben bij standaarden op het terrein van tekstverwerking zijn lid van het consortium, waaronder Adobe Systems, Apple, Google, IBM, Microsoft en Oracle.